# Bettahalli, Malur
Bettahalli là một làng thuộc tehsil Malur, huyện Kolar, bang Karnataka, Ấn Độ.